# Boissano
Boissano (im Ligurischen: Boinsan) ist eine italienische Gemeinde mit 2529 Einwohnern (Stand 31. Dezember 2023) in der Region Ligurien. Politisch gehört sie zu der Provinz Savona.

## Geographie
Boissano ist ein landwirtschaftliches Zentrum an den Hängen des Monte Ravinet (1061 Meter). Die Gemeinde liegt zwischen den Flüssen Varatella und Nimbalto. Sie gehört zu der Comunità Montana Pollupice und ist circa 39 Kilometer von der Provinzhauptstadt Savona entfernt.
Nach der italienischen Klassifizierung bezüglich seismischer Aktivität wurde die Gemeinde der Zone 3 zugeordnet. Das bedeutet, dass sich Boissano in einer seismisch wenig aktiven Zone befindet.

## Klima
Die Gemeinde wird unter Klimakategorie D klassifiziert, da die Gradtagzahl einen Wert von 1653 besitzt. Das heißt, die in Italien gesetzlich geregelte Heizperiode liegt zwischen dem 1. November und dem 15. April für jeweils zwölf Stunden pro Tag.